# Stadio José Alvalade
Lo Stadio José Alvalade (portoghese: Estádio José de Alvalade) è uno stadio di calcio di Lisbona che può contenere 50 095 spettatori.
Dalla sua inaugurazione, avvenuta il 6 agosto 2003, ospita le partite casalinghe dello Sporting Lisbona, che prima giocava in un impianto omonimo.
È raggiungibile con la fermata Campo Grande, che si trova sia sulla linea gialla che sulla verde della metropolitana di Lisbona.

## Storia
L'impianto fa parte di un complesso denominato Alvalade XXI ed è stato progettato dall'architetto Tomás Taveira ed infine intitolato al fondatore del club. Nella sua storia ha ospitato 5 gare del campionato d'Europa 2004 tra le quali la semifinale che ha visto i padroni di casa sconfiggere i Paesi Bassi), oltre alla finale della Coppa UEFA 2004-2005: in questa occasione lo Sporting è stato però sconfitto dal CSKA Mosca. Una delle sue principali caratteristiche era la pista di atletica fatta in tartan. Prima della posa della pavimentazione con il sintetico, veniva utilizzato per il ciclismo, incluso il Giro del Portogallo.

## Gare disputate durante l'Europeo 2004
- Svezia -  Bulgaria 5-0 (Gruppo C, 14 giugno)
- Spagna -  Portogallo 0-1 (Gruppo A, 20 giugno)
- Germania -  Rep. Ceca 1-2 (Gruppo D, 23 giugno)
- Francia -  Grecia 0-1 (Quarti di finale, 25 giugno)
- Portogallo -  Paesi Bassi 2-1 (Semifinale, 30 giugno)

## Finale di Coppa UEFA
- Sporting Clube de Portugal 1-3  CSKA Mosca (edizione 2004-2005)

## Galleria d'immagini

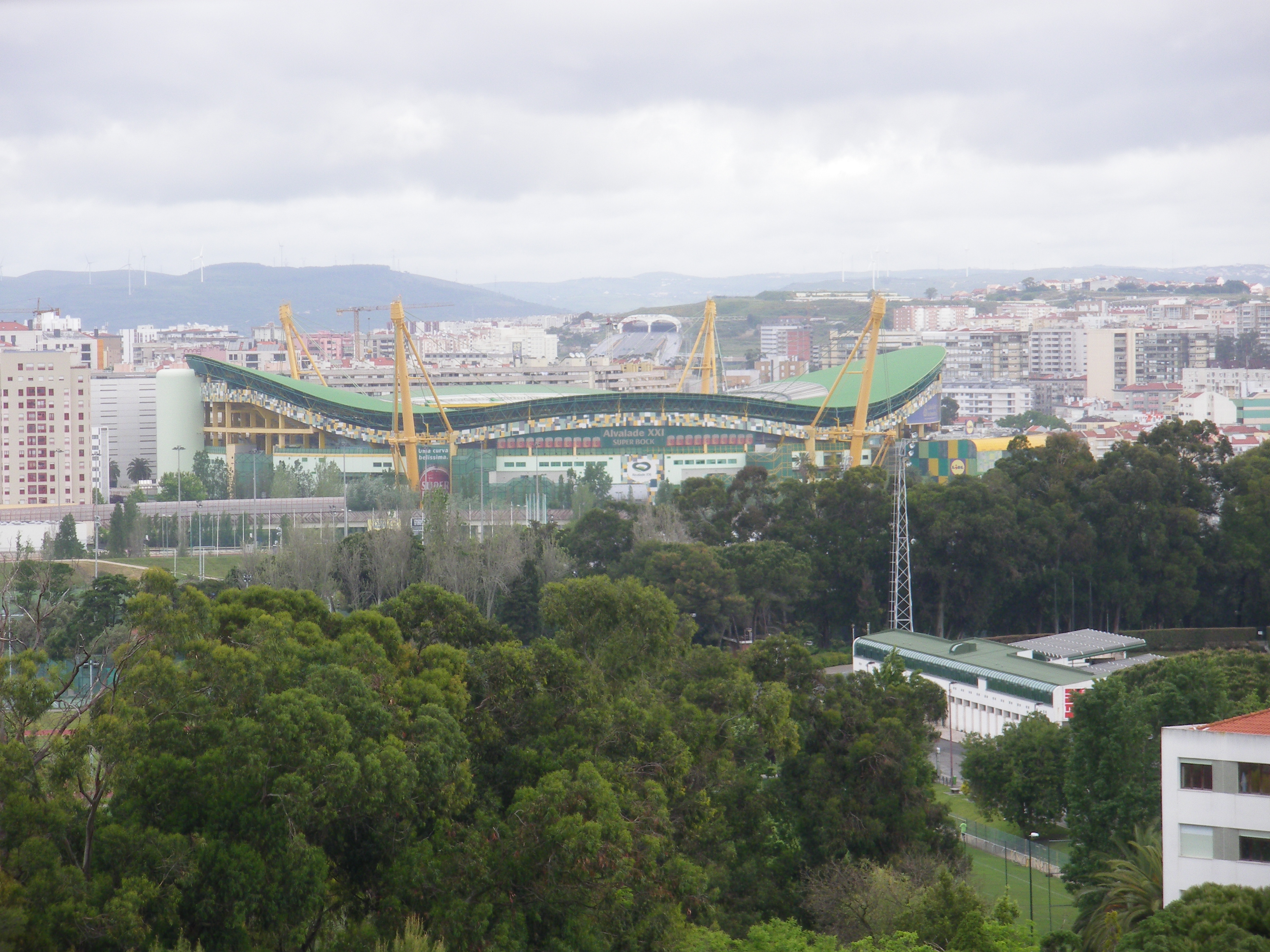
Vista da lontano
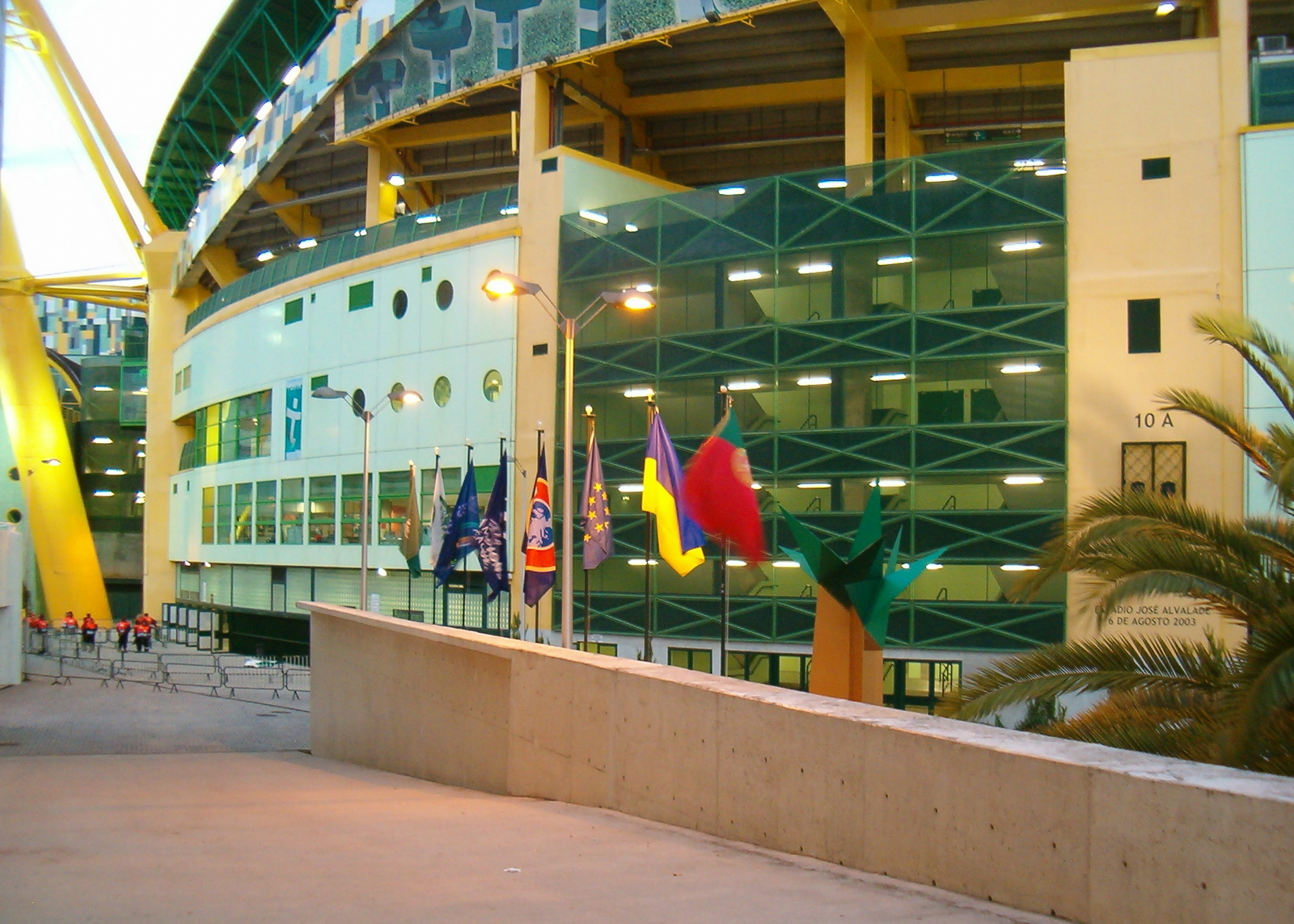
Vista esterna
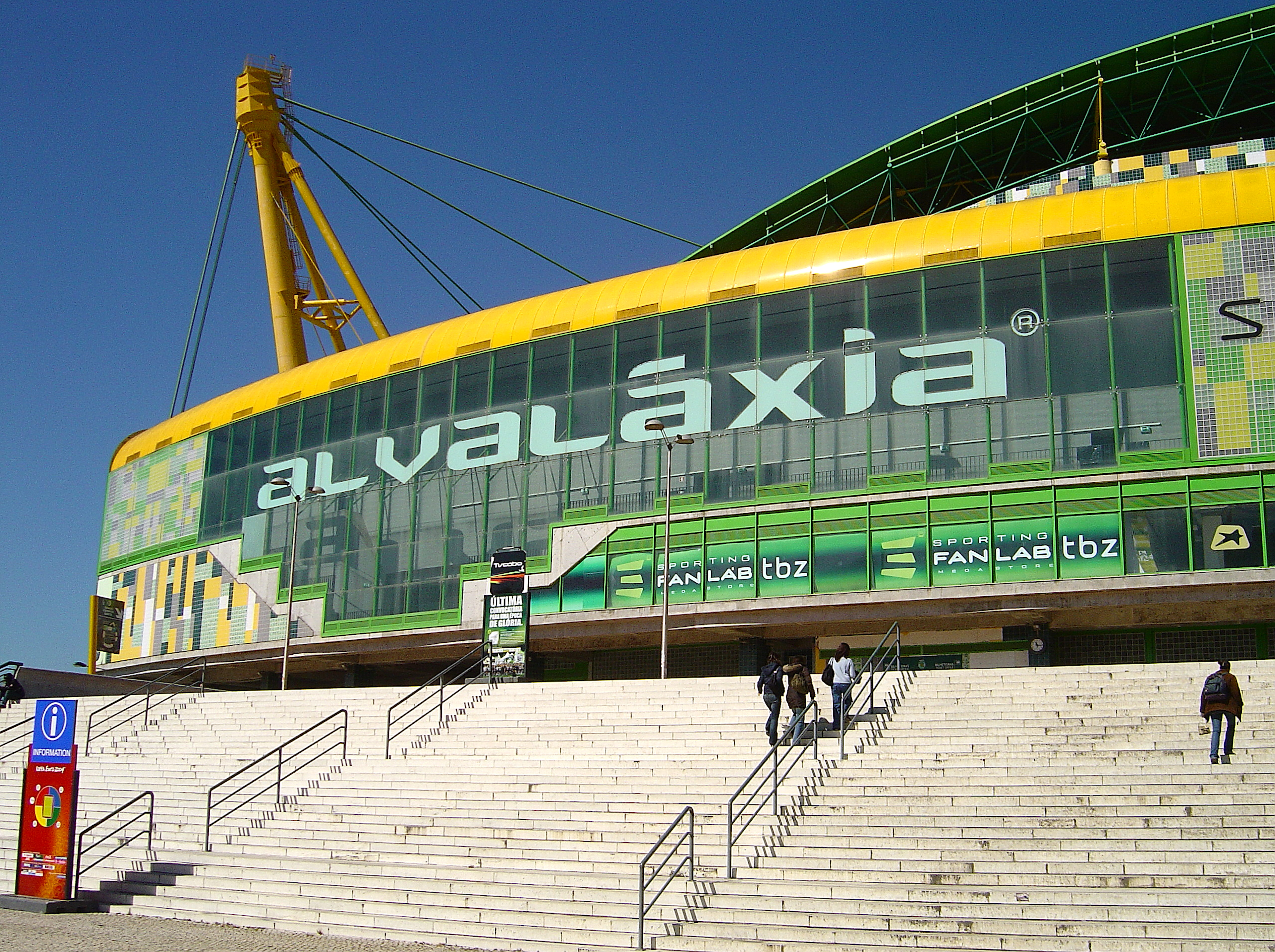
Vista esterna
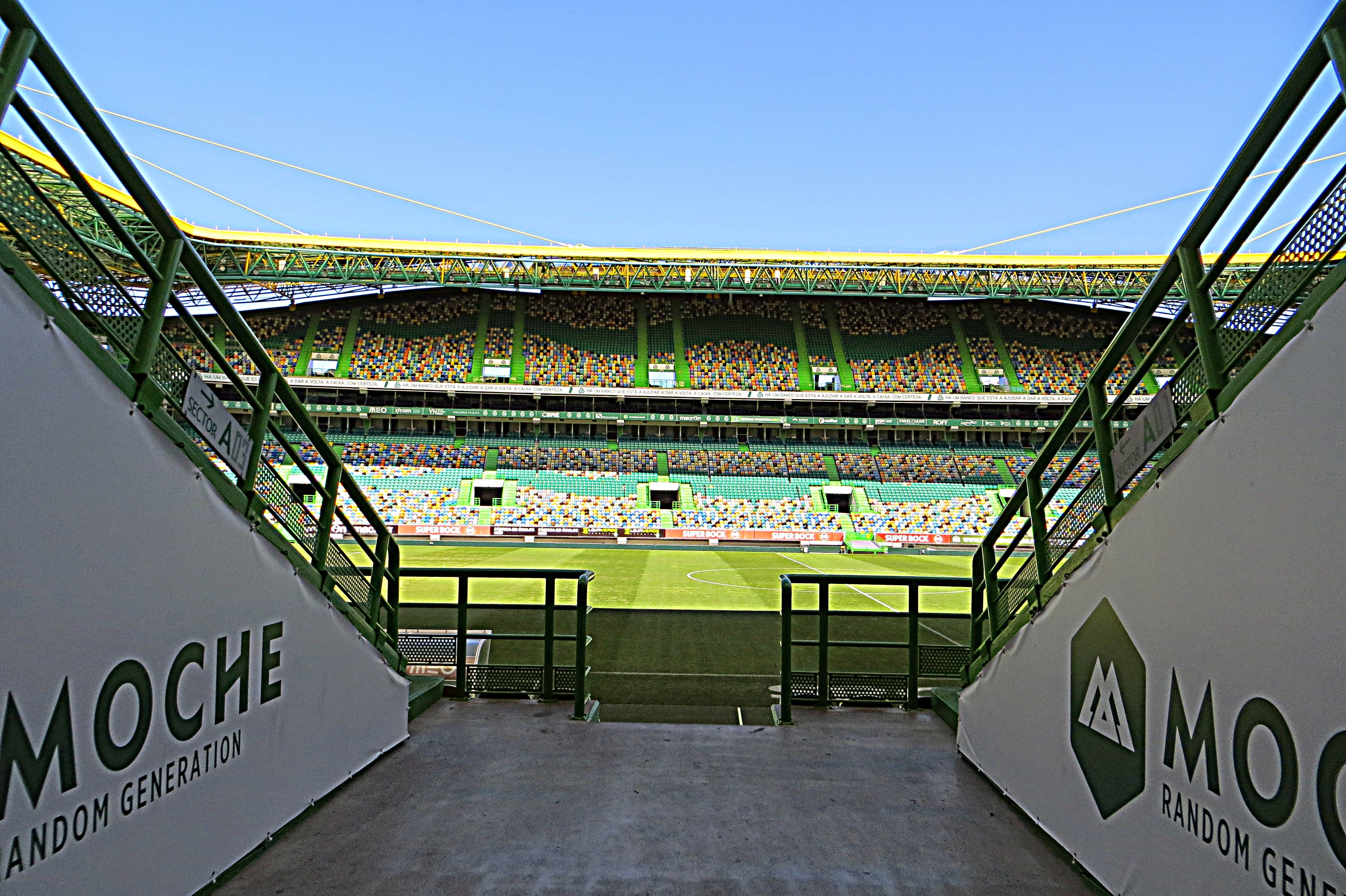
Vista interna
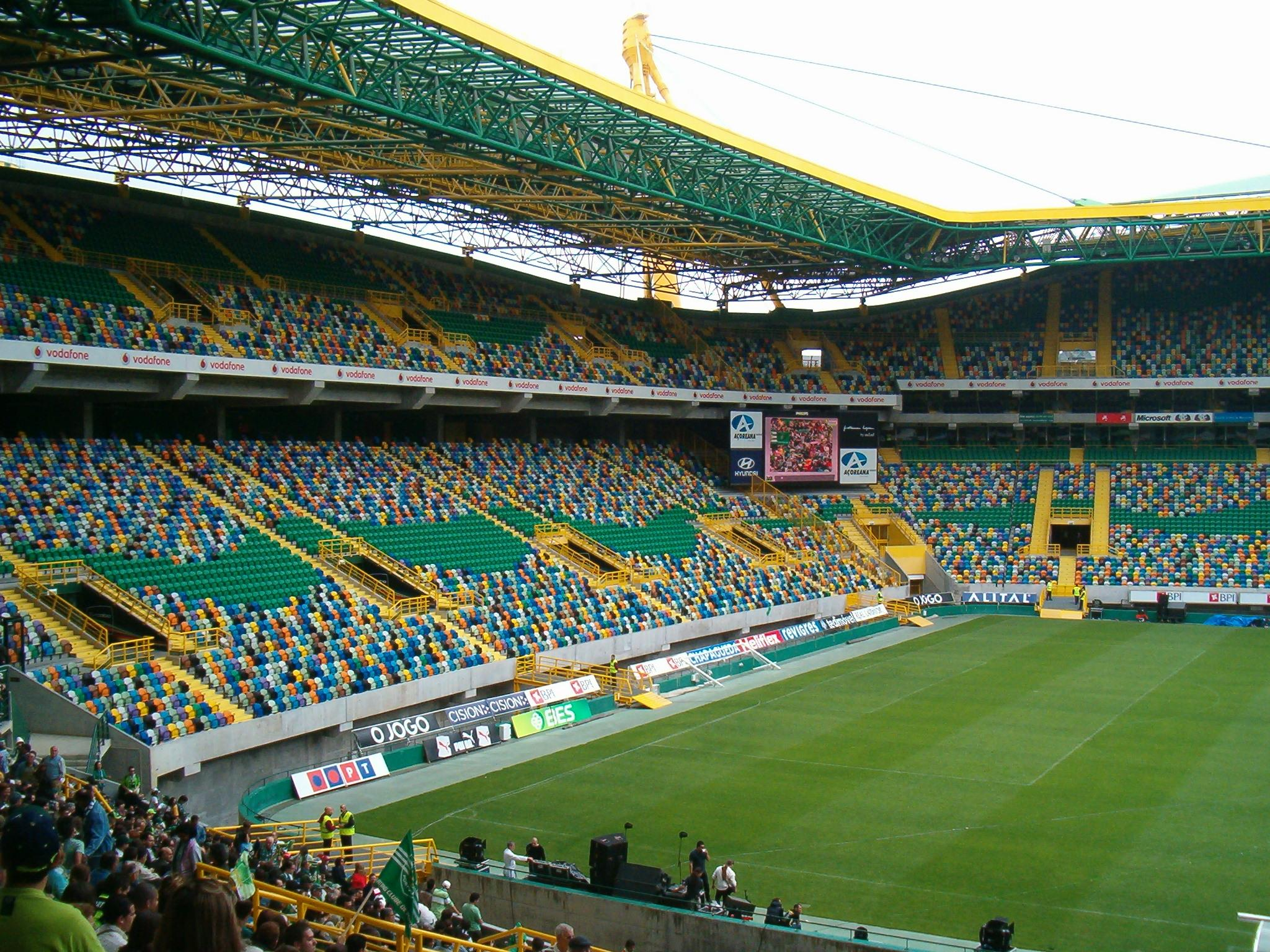
Vista interna
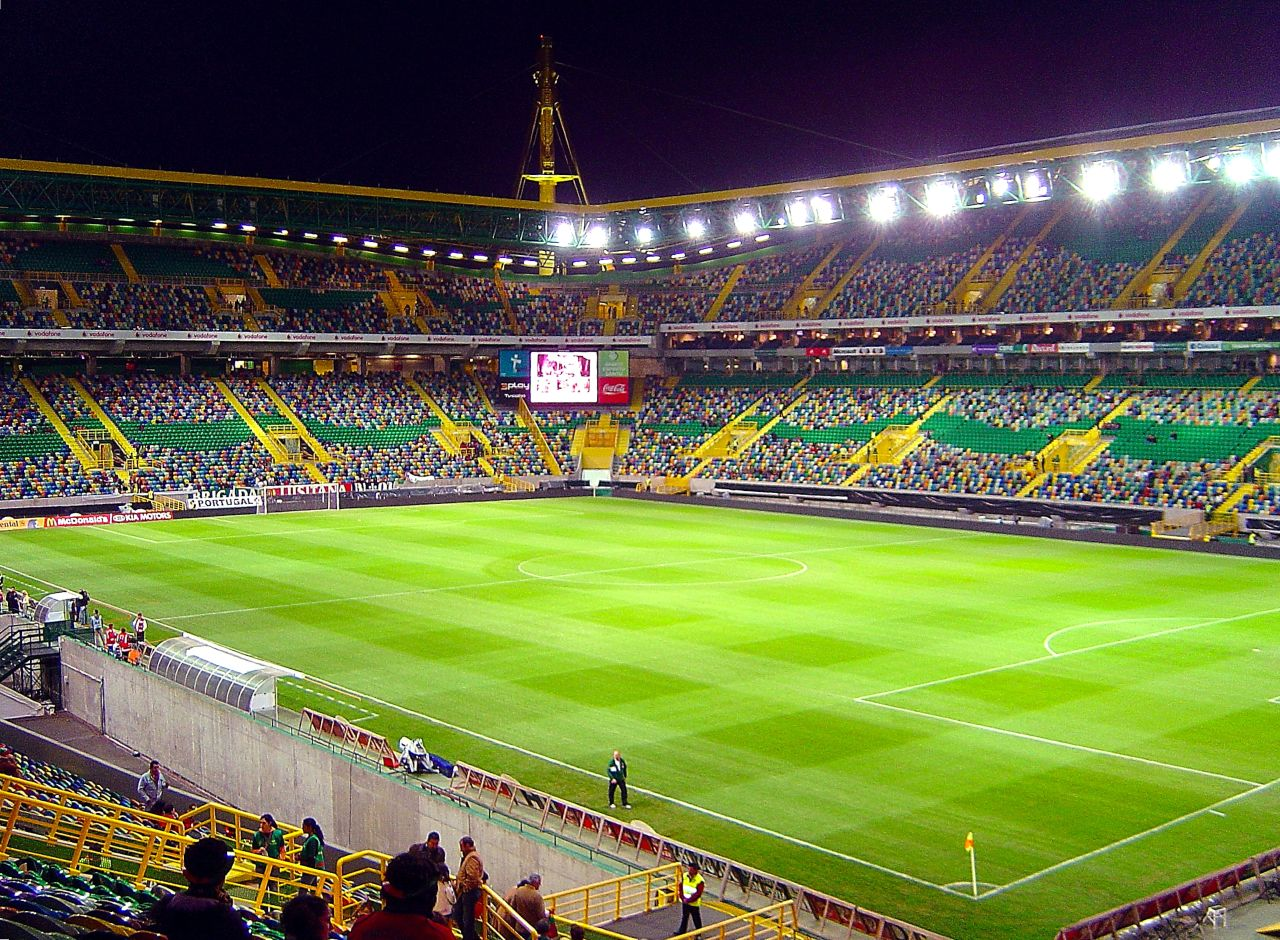
Vista interna
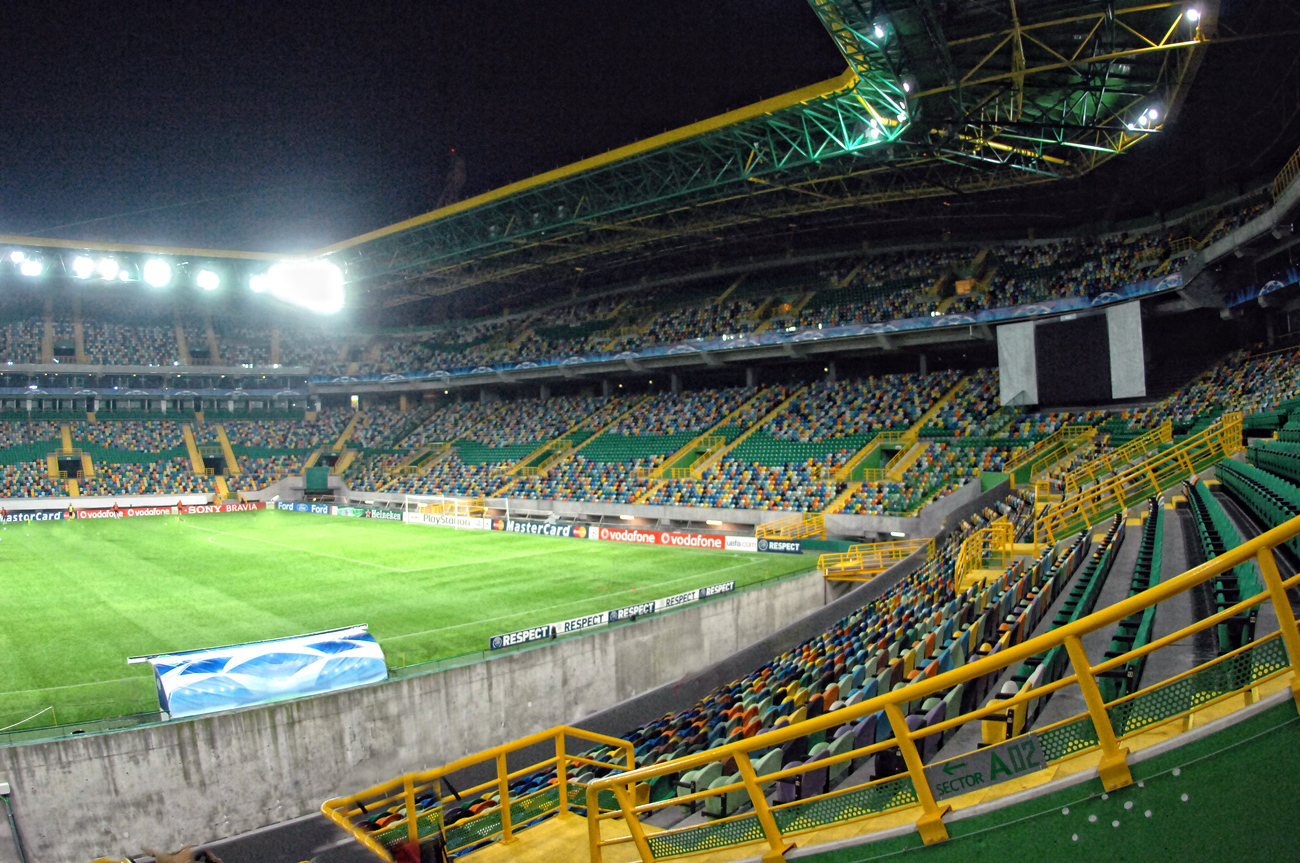
Vista interna
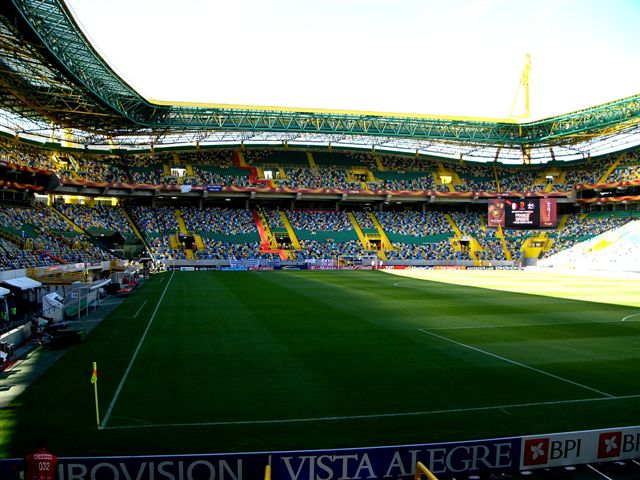
Vista interna